# Josep Masdeu Isern
Josep Masdeu Isern   (Reus, 25 de novembre de 1960) és un polític català. Implicat en la política local de la Selva del Camp, n'és regidor a l'Ajuntament des del 1991.